# Atlas Verlag
Koordinaten: 46° 34′ 35,1″ N, 6° 36′ 18,3″ O; CH1903: 536104 / 158689
Der Atlas Verlag war ein Schweizer Verlag von Sammelwerken und -objekten mit Sitz im waadtländischen Cheseaux-sur-Lausanne. Er gehörte zur Unternehmensgruppe DeAgostini, die unter anderem unter der Bezeichnung Atlas weitere Sammelwerkverlage in Frankreich und Italien betreibt.
Hervorgegangen aus dem Schweizer Buchverlag Éditions Rencontre (franz. etwa Edition Zusammenkunft) vertrieb der Atlas-Verlag seit 1976 hauptsächlich in der VR China hergestellte, aus Zamak bestehende Miniaturmodelle und die dazu passenden themenspezifischen Druckwerke (üblicherweise vier- bis sechsseitige Dokumentationen). Das Angebot beinhaltete überwiegend Automobile, Lokomotiven, Straßenbahnen, Flugzeuge und Skulpturen. Daneben waren auch mehrteilige Dokumentationen zu den Themen „Kinder“, „Küche, Haus, Garten“, „Freizeit & Hobby“ und „Geografie & Geschichte“ verfügbar. 
Der Verlag war in sechzehn europäischen Ländern tätig. Er gibt vor, eng mit Fachredakteuren zusammenzuarbeiten, dieses wurde aber wiederholt in Artikeln der Fachpresse angezweifelt, da viele Modelle für Fachleute unverständliche Konstruktionsfehler aufweisen. Im Jahre 2005 steuerte der Schweizer Atlas-Verlag zusammen mit der ebenfalls zur Gruppe gehörenden Provea rund 28 Prozent des 625 Millionen Euro betragenden Umsatzes der gesamten Atlas-Unternehmensgruppe bei. 
Der Schweizerische Beobachter ermahnte in seiner ersten Ausgabe des Jahres 2003 potenzielle Kunden zur Vorsicht. Wenn diese nicht auf das „Kleingedruckte“ achteten, erhielten sie unerwünschte Serienlieferungen.
2017 wurde bekannt, dass der Verlag sein Geschäft bis 2019 einstellen will. Es werden keine neuen Sammelwerkreihen mehr entwickelt.